# San Juan ante Portam Latinam (Laguardia)
San Juan ante Portam Latinam (SJAPL) ist eine archäologische und paläoanthropologische Fundstätte südöstlich des Stadtkerns von Laguardia in der baskischen Provinz Álava im Nordosten von Spanien. Die Fundstätte – eine kleine Halbhöhle – wird seit 1985 erforscht. In Fachkreisen wurde sie international bekannt, nachdem man in ihr ein rund 5000 Jahre altes Massengrab aus der späten Jungsteinzeit entdeckt hatte.

## Fundstätte
Die halbrunde Halbhöhle öffnet sich nach Süden, sie wurde in Sandstein ausgewaschen und von Lehm überdeckt. Die Fläche der Höhle betrug auch in der Epoche der eingebrachten Leichen nicht mehr als rund 20 Quadratmeter, ihre Höhe beträgt im Mittel 1,75 Meter. Die ersten Knochenfunde von San Juan ante Portam Latinam wurden im April 1985 zufällig bei Bodenbearbeitungen zur Verbreiterung eines Feldwegs in der Nähe der Stadt Laguardia freigelegt. Nach Abschluss polizeilicher Ermittlungen veranlasste die Kulturbehörde der Provinz Álava eine Rettungsgrabung, die noch im gleichen Jahr unter der Leitung des Archäologen José Ignacio Vegas Aramburu (* 1934) stattfand; geborgen wurden zahlreiche Knochen und einige Artefakte. Auf eine umfassende Ausgrabung wurde verzichtet, weil bereits vor langer Zeit das Höhlendach der Fundstätte heruntergebrochen war und dessen Trümmer den Großteil der Knochen verdeckten. Erst 1990 und 1991, nachdem die rund 25 Tonnen schweren Gesteinstrümmer kontrolliert gesprengt und beseitigt worden waren und die Diputación Foral de Álava die weiteren Arbeiten finanzierte, entschloss sich Vegas, die Untersuchung der Fundstätte wieder aufzunehmen.
Entdeckt wurden die Überreste von mindestens 338 Individuen beider Geschlechter und aus allen Altersgruppen, und zwar die Schädel von 202 Kindern und Jugendlichen sowie von 136 Erwachsenen. 107 Schädel wurden als männlich identifiziert, 46 als weiblich. 90 Skelette lagen in perfekter anatomischer Anordnung der Knochen, 31 Skelette waren unvollständig, und tausende andere Knochen lagen zusammenhanglos in mehreren Schichten übereinander; etliche Knochen waren durch die Trümmer der ehemaligen Höhlendecke beschädigt worden. Zugleich wurden zahlreiche Steinwerkzeuge und Knochenwerkzeuge geborgen.
Den Funden wurde zunächst anhand von zwei Radiokarbon-Datierungen ein Alter von rund 6000 Jahren zugeschrieben, jedoch passte dieses Alter nicht zur Beschaffenheit der Steinwerkzeuge. 1990/91 ergab die Radiokarbon-Datierung von neuen Proben ein Alter von 5300 bis 5000 Jahren (cal BP). 2018 bestätigte eine weitere Datierung – 5380 bis 5000 Jahre (cal BP) – den Befund aus den Jahren 1990/91; ungeklärt ist bislang, ob die Skelette einem einzigen oder mehreren Ereignissen zuzuordnen sind.

## Gewaltanwendungen in großem Umfang
Bereits 2007 war bekannt, dass ein Dutzend Skelette ausgeheilte Verletzungen durch Pfeilspitzen aufweist, die den Körper zu Lebzeiten zumeist von hinten getroffen hatten. Zudem wiesen andere Verletzungen darauf hin, zahlreiche Männer, Frauen und Kinder könnten „durch die Pfeilspitzen, die später aus den Leichen geborgen wurden, durch Stockhiebe und andere Waffen“ als Opfer eines Massakers – „das Ergebnis eines Hinterhalts“ – zu Tode gekommen sein.
2023 wurden die Ergebnisse einer erneuten osteologischen Untersuchung der Funde publiziert. Dieser Studie zufolge wurden Dutzende zuvor nicht erkannte Verletzungen durch vermutlich aggressive Handlungen identifiziert: insgesamt 65 nicht verheilte Verletzungen (davon 48 Schädelverletzungen) und 89 verheilte Verletzungen – 77 dieser Verletzungen waren nach den Grabungen in den Jahren 1990/91 nicht erkannt worden. Mehr als 80 Prozent dieser Verletzungen betrafen Männer und männliche Jugendliche. Die Fundstätte gilt daher als das Massengrab mit der größten Anzahl von Skeletten, die von gewaltsamen Ereignissen zeugen, in der europäischen Jungsteinzeit. Auch in dieser Studie wurde darauf hingewiesen, dass die Körper der Toten in für die Epoche atypischen Positionen in der Höhle abgelegt wurden, in bis zu acht Schichten wahllos übereinander, gelegentlich in Bauchlage und mit unnatürlich abgeknickten Armen und Beinen. Da die Knochen nur sehr wenige Spuren von knabbernden Nagetieren aufweisen, sei anzunehmen, dass die Toten nicht allzu lange außerhalb der Höhle lagerten.
Auch die Autoren der 2023 publizierten Studie ließen die Frage offen, welches Ereignis dem Massengrab vorausgegangen war. Eine Siedlung aus der Zeit vor rund 5000 Jahren im Nahbereich der Fundstätte sei zwar nicht bekannt. Gleichwohl vermuten sie, dass seinerzeit kulturell unterschiedliche Gruppen mit unterschiedlichen Lebensweisen, in einer Epoche mit wachsender Bevölkerung, zu sozialen Spannungen führten und diese „ein wichtiger Katalysator für tödliche Gewalt“ waren. Sowohl die Skelette mit verheilten Wunden als auch die übereinander liegend freigelegten Knochenansammlungen deuten den Autoren zufolge auf wiederkehrende, nicht immer tödliche Konflikte über eine längere Zeitspanne hin.

## Namensgebung
Der Grabungsleiter, Jose Ignacio Vegas, schrieb 1999 in La sepultura colectiva de San Juan ante Portam Latinam über den Fundort: „San Juan ante Portam Latinam hat seinen kuriosen Namen von einer alten Bruderschaft in Laguardia, die Weinberge in der Gegend besaß.“ Der „kuriose“ Name (übersetzt: St. Johannes vor der Lateinischen Pforte) wiederum verweist auf den Evangelisten Johannes, der – einer Legende zufolge – während der Christenverfolgungen im Römischen Reich in Rom vor dem nach Latium führenden Tor in einen Kessel voll siedenden Öls geworfen wurde, diesem jedoch unversehrt entstieg.

## Belege
1. ↑  José Ignacio Vegas et al.: Prehistoric violence in northern Spain: San Juan ante Portam Latinam. Kapitel 15 in: Rick J. Schulting und Linda Fibiger (Hrsg.): Sticks, Stones, and Broken Bones: Neolithic Violence in a European Perspective. Oxford University Press, 2012, S. 265–302, doi:10.1093/acprof:osobl/9780199573066.003.0015.
2. 1 2   Teresa Fernández-Crespo: Final Neolithic multiple burials in the Upper Ebro Valley: the case of San Juan Ante Portam Latinam (Basque Country, Spain). 1st Summer School of the European Anthropological Association, Juni 2007,  Volltext.
3. ↑  Teresa Fernández-Crespo et al.: New radiocarbon dating and demographic insights into San Juan ante Portam Latinam, a possible Late Neolithic war grave in North-Central Iberia. In: American Journal of Physical Anthropology. Band 166, Nr. 3, 2018, S. 760–771, doi:10.1002/ajpa.23465.
4. ↑  Teresa Fernández-Crespo et al.: Large-scale violence in Late Neolithic Western Europe based on expanded skeletal evidence from San Juan ante Portam Latinam. In: Scientific Reports. Band 13, Artikel-Nr. 17103, 2023, doi:10.1038/s41598-023-43026-9.
5. ↑  Systematische Kriegsführung vor 5.000 Jahren. Auf: orf.at vom 3. November 2023.
6. ↑  „San Juan ante Portam Latinam toma su curioso nombre de una antigua cofradía existente en Laguardia, que poseía viñas en el lugar.“ Quelle: Jose Ignacio Vegas et al.: La sepultura colectiva de San Juan ante Portam Latinam (Laguardia, Álava). In: II Congrés del Neolític a la Península Ibèrica. València, 7–9 d'Abril 1999, S. 440, Volltext.

Koordinaten: 42° 32′ 46,1″ N, 2° 33′ 26,8″ W